# Храм Покрова Пресвятой Богородицы в Медведкове
Храм Покрова́ Пресвятой Богородицы в Медве́дкове (Покровская церковь, Богородицкая церковь) — православный храм в районе Южное Медведково на севере Москвы, в бывшем селе Медведкове. Современное сооружение, возведённое в 1635 году, — уменьшенный вариант собора Покрова на Рву, один из последних московских одношатровых храмов (спустя семнадцать лет по окончании строительства патриарх Никон запретил возведение храмов данного типа). Построен на правом берегу реки Яузы, чуть выше впадения в неё реки Чермянки. При храме имеется кладбище.
В настоящее время приход храма относится к Сергиевскому благочинию Московской епархии Русской православной церкви

## История

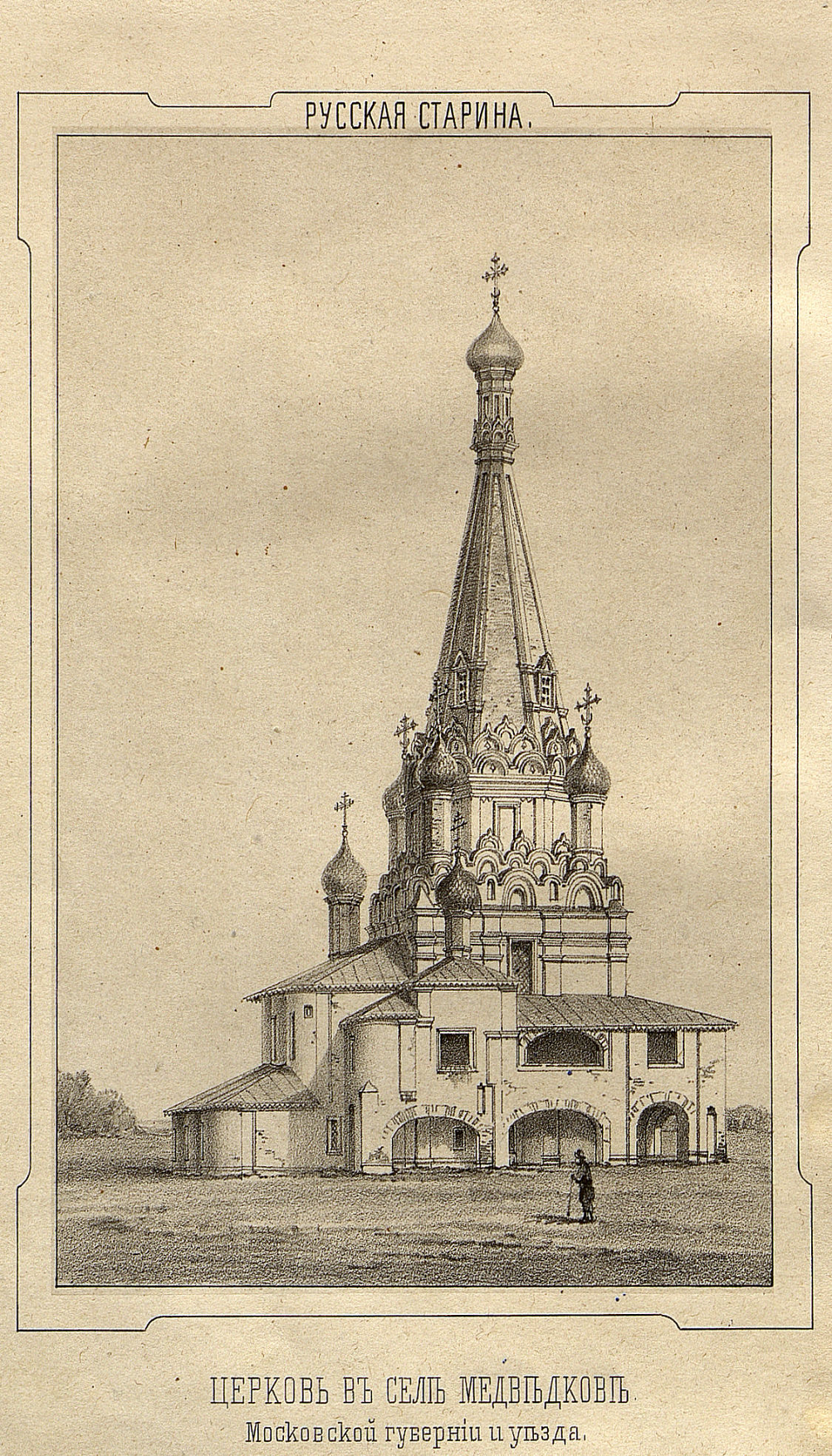
Храм Покрова в Медведкове в середине XIX века. Иллюстрация к изданию «Русская старина в памятниках церковнаго и гражданскаго зодчества» 1857 года

До 1635 года на месте нынешней каменной постройки стояла деревянная шатровая церковь Покрова с приделом Петра Александрийского, основанная не позднее 1623—1624 годов князем Дмитрием Пожарским в «старинной отца его вотчине» Медведкове. Для храма князь отлил особый колокол в память освобождения Москвы от поляков.
Ныне существующее каменное здание храма возведено в 1635 году. По данным источников, в 1635 году храм насчитывал четыре придела: Знамения Пресвятой Богородицы, Петра Александрийского, Варлаама Хутынского и Антония Римлянина. Название каждого придела связано с Великим Новгородом, где Пожарский в 1628—1630 годах служил воеводой: икона Знамения — главная святыня этого города и всей новгородской земли, а Варлаам Хутынский и Антоний Римлянин — знаменитые новгородские подвижники. В 1652 году, к десятой годовщине со дня смерти знаменитого воеводы, его наследник, князь Иван Дмитриевич Пожарский, получил грамоту на освящение престола нового придела в честь Девяти мучеников Кизических.
В 1685 году, после смерти последнего представителя рода Пожарских — боярина Юрия Ивановича, село Медведково досталось главному советнику и фавориту царевны Софьи, князю Василию Васильевичу Голицыну. Голицын предпринял перестановку приделов и сократил их количество до трёх (в честь Покрова, Знамения и Девяти мучеников Кизических). Четвёртый (южный) придел в честь преподобного Сергия Радонежского был основан позднее, в 1690 году.

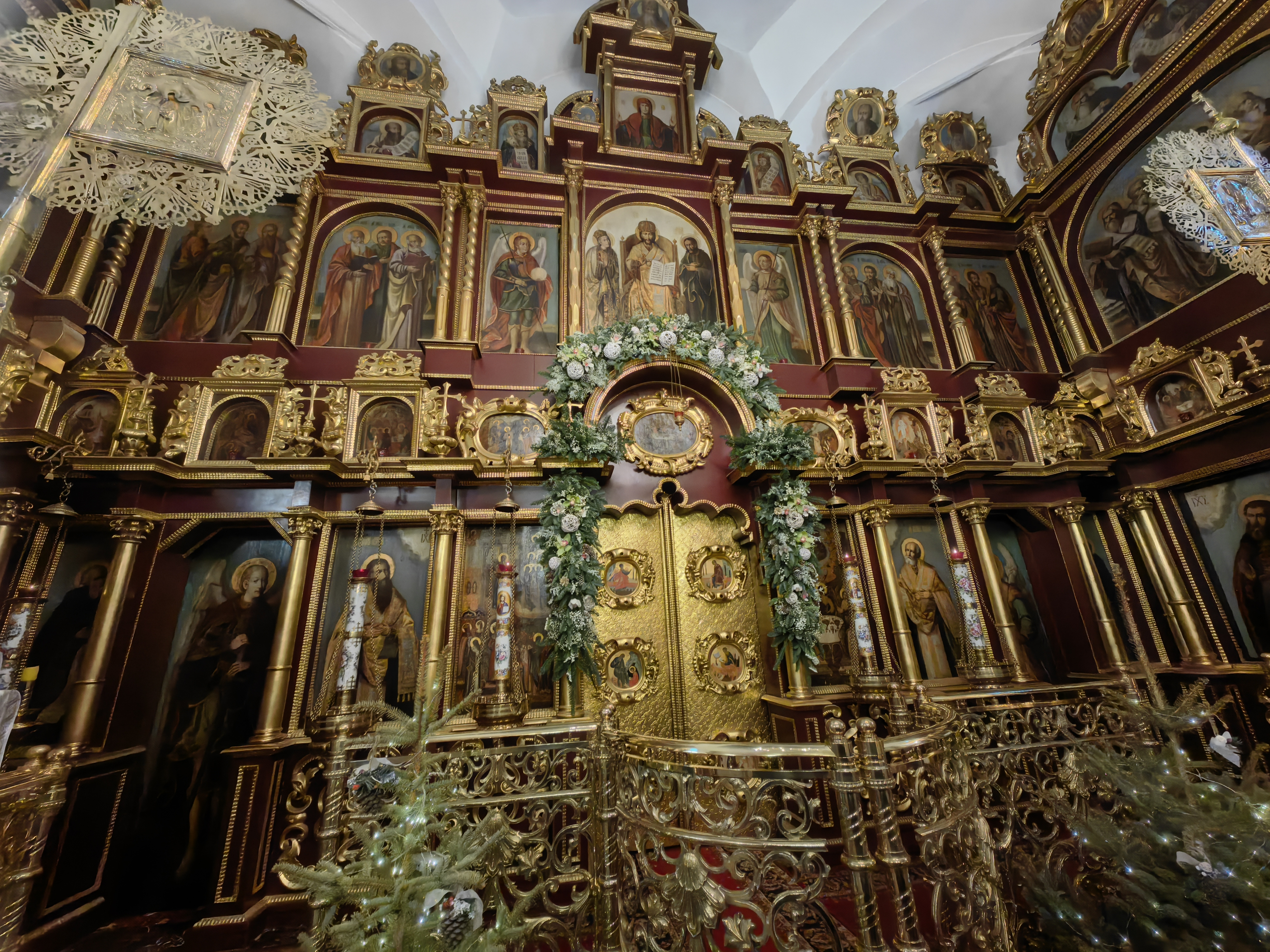
Иконостас «верхней церкви» с рождественскими украшениями

В 1687—1688 годах по заказу Голицына был сделан иконостас главного храма. Иконы создавались при участии одного из ведущих мастеров Оружейной палаты — Карпа Золотарёва, который также украсил иконостас резьбой. Не меньшую ценность представляло и так называемое Медведковское напрестольное Евангелие 1681 года с миниатюрами, выполненными, согласно преданию, царевной Софьей. Вплоть до 1919 года эта реликвия хранилась в храмовой ризнице; сведения об её дальнейшем местонахождении отсутствуют.
В XIX веке храм претерпел ряд изменений: в значительной мере был перестроен иконостас; резьба иконостаса, созданная одновременно с иконами и частично утраченная, была восполнена поздними фрагментами. Некоторые утраченные иконы праздничного ряда дополнены вновь написанными. На месте звонницы была воздвигнута новая колокольня в классическом стиле XIX века. Тогда же храм потерял свои древние царские врата, созданные в XVII веке; существует предположение, что они были взяты во дворец великого князя Сергея Александровича в Санкт-Петербурге.
За весь период своего существования церковь ни разу не закрывалась. Это отчасти связано с тем что в 1930-х годах церковь находилась не на территории Москвы. При этом службы до Великой Отечественной войны шли только в нижнем тёплом приделе. После войны храм был отремонтирован, и в верхней церкви также начались службы.
В 1970-х годах реставрацией храма руководил архитектор Николай Недович. Металлическая кровля и окна на шатре были демонтированы, храму вернули первоначальный вид.
В 1970-е годы у входа в храм был водружён большой мраморный крест, найденный на Медведковском кладбище. На нём была сделана надпись: «Крест — победа над смертью».
В храме находится список с особо почитаемой в Польше (как католиками, так и православными) Ченстоховской иконы Божией Матери.

## Архитектура
Храм Покрова Пресвятой Богородицы — один из последних шатровых храмов XVII века; построенный с явной ориентацией на собор Покрова на Рву, он носит отпечаток консервативных тенденций, распространившихся в отечественной культуре в первые десятилетия XVII века и провозгласивших сохранение традиций гарантией «истинно православного облика храма».
Низкий, несколько вытянутый в ширину четверик храма украшен четырьмя декоративными главами и трёхъярусной пирамидой кокошников. Над этой пирамидой возвышается восьмерик, служащий основанием высокому стройному шатру. Стремительный подъём шатра усилен его высотой, равной высоте нижней части постройки. По оценке И. Э. Грабаря, «прекрасная группировка масс, стройность шатра и изысканность силуэта ставят этот храм в ряд выдающихся».
Здание насчитывает два этажа: нижний (зимний) с тёплым храмом Знамения Пресвятой Богородицы и первоначально не отапливавшийся верхний с главным престолом в честь праздника Покрова Пресвятой Богородицы и двумя приделами.

## Духовенство
- Протоиерей Валентин Тимаков — настоятель храма с 2002 года;
- протоиерей Георгий Басанец — в храме с 1993 года;
- иерей Алексей Паренков — сан принял в 1993 году;
- иерей Николай Васильев — принял сан в 2002 году, в 2007 году окончил Московскую духовную семинарию;
- протоиерей Олег Шалимов — в 2000 году был диаконом в этом храме, а 2007-м стал священником;
- иерей Александр Гелашвили — принял сан 2007 году, в 2009 году окончил Православный Свято-Тихоновский гуманитарный университет, факультет теологии.
- иерей Иоанн Трохин — принял сан в 2008 году, окончил заочное отделение Калужской духовной семинарии;
- иерей Геннадий Матвеев — рукоположен в дьяконы в 2010 году, служил алтарником в этом храме с 2002 года[10]. Сан священника принял в 2022 году.

## Социальная работа
Клирики и прихожане церкви окормляют специализированный дом ребёнка № 23 Москвы, оказывают помощь Центру содействия семейному воспитанию «Алые паруса».
Работает воскресная школа для детей и взрослых. Среди преподавателей — протоиерей Валентин Тимаков, протоиерей Олег Шалимов, священник Александр Гелашвили и др. Кроме того, школа принимает известных лекторов: протодиакона Андрея Кураева, Андрея Зубова, Александра Дворкина.